# 1. slavonski korpus (NOVJ)
1. slavonski korpus je bil partizanski korpus, ki je deloval kot del NOV in POJ v Jugoslaviji med drugo svetovno vojno.
Korpus je bil ustanovljen 17. maja 1943 in 7. oktobra 1943 je bil preimenovan v 2. hrvaški korpus.

## Sestava
- 4. divizija
- 10. divizija
- Posavski odred
- Podravski odred
- Osješki odred
- Požeški odred
- Bilogorski odred
- Daruvarski odred
- Fruškogorski odred